# Бичурський район
Бичурський район (рос. Бичурский район, бур. Бэшуурэй аймаг) — адміністративна одиниця Республіки Бурятія Російської Федерації.
Адміністративний центр — село Бичура.

## Адміністративний поділ
До складу району входять 17 сільських поселень:
1. Билютайське, адміністративний центр — с. Білютай
2. Бичурське — с. Бичура
3. Верхнємангіртуйське — с. Верхній Мангіртуй
4. Єланське — с. Єлань
5. Кіретське — у. Дунда-Кіреть
6. Кіровське —
7. Малокуналейське — с. Малий Куналей
8. Новосретенське — с. Новосретенка
9. Окіно-Ключевське — с. Окіно-Ключі
10. Посельське — с. Посельє
11. Потанінське — сел. Потаніно
12. Среднєхарлунське — у. Средній Харлун
13. Топкинське — с. Топка
14. Узколузьке — с. Буй
15. Хонхолойське — у. Хонхолой
16. Шанагинське — у. Шанага
17. Шибертуйське — у. Шибертуй